# Rajendra Prasad

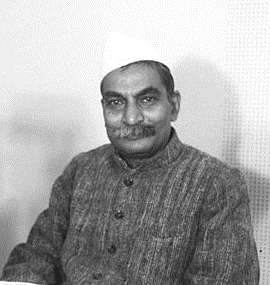
Rajendra Prasad (1947)

El Dr. Rajendra Prasad (Siwan, Bihar, 3 de desembre del 1884 - Patna, Bihar, 28 de febrer del 1963) fou el primer president de la República de l'Índia (1950-1963).
Prasad es va afiliar al Congrés Nacional Indi durant el moviment per la independència, i esdevingué el líder del partit a Bihar. Seguidor de Mahatma Gandhi, Prasad fou empresonat per les autoritats britàniques durant la «Marxa de la sal» del 1931 i el moviment «Marxeu de l'Índia» del 1942. Fou president del partit del 1934 al 1935. Després de les eleccions del 1946, Prasad fou ministre d'Alimentació i Agricultura del govern central. Amb la independència, el 1947, Prasad fou elegit president de l'Assemblea Constituent.
Quan l'Índia esdevingué una república, el 1950, Prasad en fou elegit el seu primer president. Prasad establí la tradició de la neutralitat i independència del president enfront dels partits polítics, i va abandonar totalment la seva militància al Congrés Nacional Indi. Tot i ser, de fet, un cap d'estat bàsicament representatiu i no executiu, Prasad encoratjà el desenvolupament de l'educació a tot el país, i solia aconsellar el govern de Nehru sobre aquesta qüestió. El 1957, Prasad fou reelegit per al càrrec, i és fins ara l'únic que ha exercit la presidència de la República de l'Índia durant dos mandats, tot i que hi renuncià el 1962, poc abans de morir.